# Carlo Costigliolo
Gian Carlo Costigliolo  (Gènova, 10 d'agost de 1893 – Gènova, 16 de desembre de 1968) va ser un gimnasta artístic italià que va competir en els anys posteriors a la Primera Guerra Mundial. Era germà del també gimnasta Luigi Costigliolo.
El 1920 va prendre part en els Jocs Olímpics d'Anvers, on guanyà la medalla d'or en el concurs complet per equips del programa de gimnàstica.